# Keith Andes

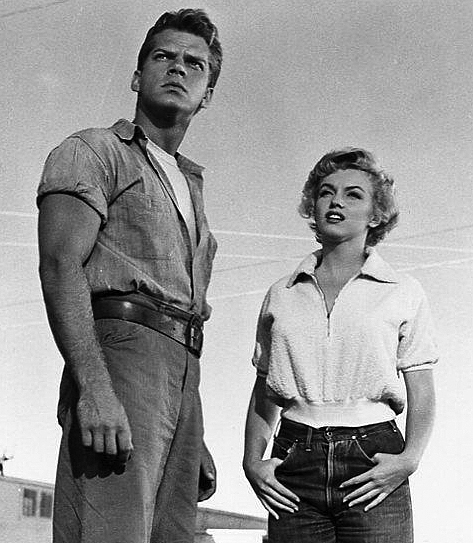
Keith Andes och Marilyn Monroe i Urladdning.

Keith Andes, född 12 juli 1920 i Ocean City, New Jersey, död 11 november 2005 i Santa Clarita, Kalifornien, var en amerikansk skådespelare inom teater, film och television.
1950 gjorde han succé i pjäsen Kiss Me, Kate på Broadway som kom att spelas i över ett år. Andes kändaste filmroll blev i Fritz Langs Urladdning 1952 där han spelade pojkvän till Marilyn Monroes rollfigur. Han medverkade i en handfull andra filmer, men annars sågs han främst som gästskådespelare i amerikanska TV-serier fram till 1980.
Keith Andes var far till elbasisten Mark Andes, en av ursprungsmedlemmarna i rockgruppen Spirit.

## Filmografi, urval
- 1947 – Katrin gör karriär
- 1952 – Kapten Svartskägg
- 1952 – Urladdning
- 1953 – Split Second
- 1970 – Tora! Tora! Tora!
- 1979 – ...och rättvisa åt alla